# Dodekaeder
Dódekaeder (zelo redko tudi dvanajstérec in dvanajstêrec) je konveksni polieder, ki je omejen z dvanajstimi petkotniki. Izraz dodekaeder praviloma pomeni pravilni dodekaeder, ki je omejen z dvanajstimi pravilnimi petkotniki in je eno od petih platonskih teles.
Dodekaeder ima 12 ploskev (odtod tudi ime: grško starogrško δώδεκα: dodeka – dvanajst), 30 robov in 20 oglišč. V vsakem oglišču se stikajo trije robovi in tri ploskve.
Na spodnji sliki je ravninska mreža (pravilnega) dodekaedra.
Površina P in prostornina V pravilnega dodekaedra z robom a sta:
{\displaystyle P=3{\sqrt {25+10{\sqrt {5}}}}~a^{2}\qquad V={\frac {1}{4}}(15+7{\sqrt {5}})~a^{3}}